# FK Hajduk Kula
Hajduk Kula (vollständiger offizieller Name auf Serbisch: Фудбалски клуб Хајдук Кула, Fudbalski klub Hajduk Kula) ist die Fußballabteilung von Hajduk Kula, einem serbischen Sportverein aus der Stadt Kula, der nach den Heiducken benannt ist. Gegründet wurde der Verein 1912 unter dem Namen KAFK, aus dem später der Fußballklub Hajduk Kula hervorgin.
Die Zeiten Jugoslawiens verbrachte der Verein meist in den unteren Ligen des Landes, außer zwischen 1970 und 1973, als man in der 2. Liga spielte, ebenso wie in der Saison 1991/92, in der man als Vizemeister schließlich den Durchmarsch von der 3. in die 1. Liga schaffte. Seit dem Aufstieg blieb Hajduk stets erstklassig und ist eine von nur fünf Mannschaften neben den Hauptstadtklubs Roter Stern-, Partizan- und OFK Belgrad sowie Vojvodina aus Novi Sad, die ab 1992 an allen Austragungen der jugoslawischen bzw. serbischen Eliteklasse teilnahmen und noch nie in die Zweitklassigkeit abgestiegen sind. Dies ist für einen Verein wie Hajduk Kula bemerkenswert, da er hauptsächlich um den Klassenerhalt spielt und in vielerlei Hinsicht zu den kleineren Vereinen der Liga zählt. Schließlich sorgten finanzielle Gründe für den Abstieg des Vereins im Jahr 2013, der sich aufgrund wirtschaftlicher Leistungsunfähigkeit nach zwei Jahrzehnten aus der höchsten Liga des Landes zurückziehen musste.
Trotz des 22-jährigen Konkurrierens um die Erstligazugehörigkeit, einiger turbulenter Jahre während der Jugoslawienkriege in den 1990er, den damit verbundenen bzw. folgenden finanziell Schwierigkeiten sowie einer drohenden Insolvenz im Jahr 2010 gelang es Hajduk, auch auf europäischer Bühne aufzutreten. So zählt die Qualifikation zum UEFA-Pokal 2006/07 sowie das Erreichen des UEFA-Intertoto-Cup-Finales in der Saison 2007/08 zu den größten sportlichen Erfolgen des Vereins.

## Geschichte

### 1900–1924: Anfänge als KAFK
Anfang des 20. Jahrhunderts waren es Andraš Futo und Veljko Jerkov Ljubiša, die den allerersten Fußball in die Stadt Kula brachten, den sie zuvor in Budapest, neben Wien eine der zwei Hauptstädte des damaligen Österreich-Ungarn, für zwei österreichische Kronen gekauft hatten. Schnell erlangte die Sportart Fußball ein hohes Maß an Aufmerksamkeit bei der jüngeren Bevölkerung und schließlich auch bei den Erwachsenen der Stadt. Gespielt wurde meistens mit Hemd oder ohne, häufig mit gewöhnlichen Schuhen, barfuß war jedoch auch keine Seltenheit. Der älteste eingetragene Fußballverein in Kula war der KAFK (Kulski atletski fudbalski klub), der im Jahre 1912 von ortsansässigen Donauschwaben gegründet wurde und seine ersten Spiele im Jahr 1913 absolvierte. Als kurz darauf im Jahr 1914 der Erste Weltkrieg ausbrach, musste der Verein seinen Spielbetrieb unterbrechen ebenso wie alle anderen Sportvereine in der Region. Die Spieler sowie die Sportfunktionäre waren in der Regel an der Kriegsfront, während die verbliebenen Kinder die Sportart in Kula weiterhin am Leben hielten. Jahre später waren es genau diese Kinder, die bereits im Jahr 1917 die Initiative ergriffen, den KAFK mit Hilfe einiger Erwachsener wieder zu beleben, was schließlich auch im Hotel Kasino, das sich im Stadtzentrum befand, durchgeführt wurde.
Nach schweren Kriegsjahren wurde ab 1918 im Königreich der Serben, Kroaten und Slowenen eine neue Ära der sportlichen Entwicklung und somit auch des Fußballs eingeleitet. Anfang der 1920er begann der KAFK mit ernsthaften Vorbereitungen für die kommenden Spiele. Es wurde ein Spielfeld errichtet sowie die notwendige Ausrüstung für den Trainingsbetrieb herangeschafft, den schließlich im Jahr 1921 der Spielertrainer Ferenc Plattkó übernahm, der vom Wiener AF nach Serbien gewechselt war. Die auffälligste Figur war von Anfang an der Trainer, der zugleich Torwart und Spielführer der Mannschaft war. Schon vor der Ankunft war Plattkó Teil der ungarischen Nationalmannschaft, der später ein legendärer Torwart und Trainer des FC Barcelona wurde, Erfolge mit den südamerikanischen Großklubs Boca Juniors und Colo-Colo feierte sowie den heutigen argentinischen Rekordmeister River Plate trainierte. Trotz des Abganges von Plattkó nach zwei Jahren sowie eines Generationswechsel konnte der Verein seinen ersten Erfolg feiern, als er in der Saison 1923/24 die 2. Liga des Regionalverbandes der Stadt Subotica gewann, wodurch der KAFK in die 1. Liga aufstieg.

### 1924–1933: Entstehung des SK Hajduk
Trotz der Popularität, die der Fußball unter den Bürgern von Kula erreichte, konnte sich nicht jeder das Fußballspielen leisten, aufgrund der damals teuren Ausrüstung. Die Folgen war, dass der Fußball in der Stadt immer mehr ein Privileg der vermögenden Oberschicht wurde. Den Kindern von einfachen Landwirten oder Fabrikarbeitern war es in der Regel nicht möglich, im KAFK zu spielen, so dass eine Gruppe Jugendlicher beschloss, einen eigenen Fußballverein ins Leben zu rufen, der jedoch vorerst eine Abteilung des KAFK bleiben sollte. Die Initiative zur Vereinsgründung kam von Novak sowie den Brüdern Stevan und Rade Pejčić, Uroš Ćirić, Gojko Obradov, Nebojša und Pera Šovljanski sowie Vojin Palanački. Schließlich wurde im Jahr 1925 einer Sitzung im Gasthaus Ratar abgehalten, in dem der neue Verein gegründet wurde. Unter den Gründern an jenem Tag befanden sich auch die zukünftigen Spieler des Vereins sowie zahlreiche Bürger der Stadt. Die bedeutendsten darunter waren Sava- und Vlada Prekajac, Radoslav- und Stanimir Šovljanski, genannt Baća, Sima Šuvakov, Vladislav Bogojevac sowie Stevan Ćirić alias Čiča. Auf Vorschlag von Novak und Stevan Pejčić erhielt der neue Verein den Namen SK Hajduk (Sportski klub Hajduk), der nach den Haiducken benannt wurde. Als erster Vereinspräsident wurde Panta Leđenski gewählt, der Inhaber des Gasthauses, in dem der Verein gegründet wurde.
Hajduks erstes Spiel wurde in einem benachbarten Dorf namens Ruski Krstur ausgetragen, wo man den lokalen Verein SK Rusin mit 5:2 besiegte, was gleichzeitig die Voraussetzung war, um sich als Verein zu registrieren und somit Teil der 3. Liga des regionalen Suboticer Fußballverbandes zu werden. Hajduk machte schnell Fortschritte und wurde zum beliebtesten und organisiertesten Klub der Stadt, so dass er sich schnell zu einem selbstständigen Verein entwickelte. In weniger als einem Jahr nach der Selbstständigkeit wurde der KAFK aufgelöst, wodurch sich zahlreiche seiner Mitglieder und Spieler Hajduk anschlossen. In der 3. Liga spielte der Verein bis 1929, denn im selben Jahr gelang es Hajduk, in die höhere Spielklasse aufzusteigen, deren Mitglied sie bis 1933 waren, aufgrund des Aufstiegs in die 1. Liga, der höchsten Liga in Nordserbien. Durch diesen Erfolg gehörte Hajduk bereits zu den bekanntesten Fußballvereinen im Königreich Jugoslawien; trotzdem war der Verein mit finanziellen Problemen konfrontiert, deren Überwindung nur dank der unermüdlichen Arbeit der Vereinsmitglieder erreicht werden konnte. So gingen die Spieler oft zu Fuß zu einem Auswärtsspiel.

### 1944–1991: Von der Unterklassigkeit bis zur 2. Liga
Nach dem Zweiten Weltkrieg begann die Wiederherstellung Jugoslawiens und die gesamte Reorganisation des sportlichen Lebens. An einen geordneten Spielbetrieb war lange nicht zu denken, aufgrund der Tatsache, dass der SK Hajduk praktisch seine ganze Mannschaft unter tragischen Umständen verloren hatte ebenso wie zahlreiche Vereinsmitglieder sowie Anhänger. Bis zum Beginn des Spielbetriebes sollten schließlich etwa zwei Jahre vergehen. In den ersten Nachkriegsjahren konkurrierte der Klub hauptsächlich mit Vereinen aus der Umgebung, doch im Laufe der Jahre spielte man auch gegen Klubs aus den anderen Regionen des neuen Jugoslawiens. Während dieser Periode trug Hajduk auf Druck kommunistischer Behörden unterschiedliche Namen, darunter Udarnik, Bratstvo-Jedinstvo oder nur Jedinstvo. Auch die Ligazugehörigkeit im Fußballsystem des Landes wechselte der Verein mehrmals, jedoch erreichte man nie die oberen Ligen. 1949 erhielt Hajduk seinen Vorkriegsnamen zurück und spielte fortan als Fußballabteilung des Sportvereins Hajduk Kula in den Verbänden der Städte Subotica, Sombor oder Novi Sad, wo er relativ gute Ergebnisse erzielte.
1949 gewann man schließlich unter der Leitung von Trainer Slobodan Anđelković die Meisterschaft des Verbandes Sombor, der gleichzeitig zur Qualifikation in eine höhere regionale Liga berechtigte. Den nächsten Erfolg feierte Hajduk in der Saison 1955/56, als man die Liga der Region Subotica und Sombor gewann, wodurch man in die III Zona (dt. III. Zone) aufstieg und schließlich zu den 75 besten Klubs im Land gehörte. In seiner Debütsaison erreichte der Verein den 5. Platz. Nachdem man einige Male den Aufstieg in die 2. jugoslawische Liga verpasste, gelang es ihnen schließlich im Jahr 1970, dieses Ziel zu erreichen, wo man sich drei Jahre halten konnte. In den folgenden 15 Jahren spielte Hajduk in der 3. Liga, außer von 1983 bis 1985, als man in der unterklassigen Bačka-Zone spielte. In der Saison 1988/89 verpassten der Klub knapp den Aufstieg in die 3. Liga, die sie schließlich in der folgenden Saison als Meister erreichten. Die darauffolgende Saison beendeten sie als dritter, womit sie nach 18 Jahren wieder zweitklassig wurden.

### 1991–1995: Erstligazugehörigkeit und Abstiegskampf

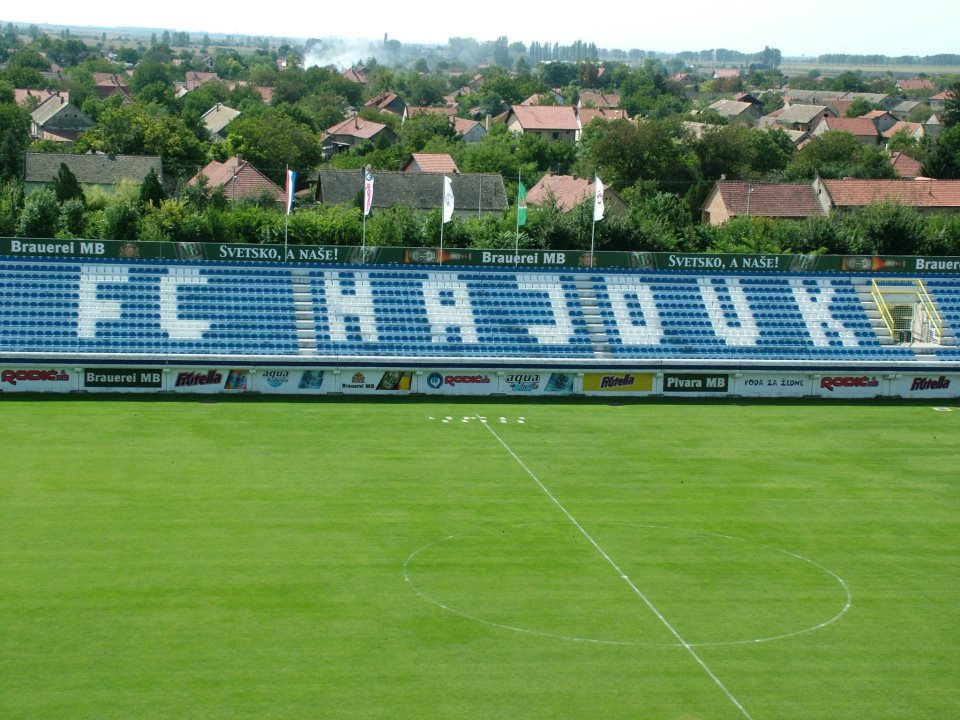
Blick auf eine Tribüne des 1992 erbauten Stadion Hajduk.

In der Saison 1991/92 gelang Hajduk Kula zum ersten Mal in der Klubgeschichte der Aufstieg in die neuformierte 1. Liga der Bundesrepublik Jugoslawien, die ab 1992 nur noch aus den Einzelstaaten Serbien und Montenegro bestand, die sich zuvor arrangierten, um eine neue Staatenunion zu bilden. Neben dem nationalen Erfolg arbeitete die Vereinsführung weiter an der Entwicklung des Klubs und erhöhte nochmal die Anstrengungen, was die Personalplanung und die Organisation innerhalb des Vereins betraf, sowie die Investitionen in die Infrastruktur. Schließlich wurde ein neues Stadion erbaut, das 1992 eröffnet wurde, jedoch verhinderte die Ausweitung des bereits Ende 1991 ausgebrochenen Jugoslawienkrieges sowie der darauffolgende Zusammenbruch des Landes die komplette Vollendung beziehungsweise Überdachung des neuen Hajduk-Stadions. Im selben Jahr wurde das Handelsunternehmen Rodić M&B Hauptsponsor des Vereins, dessen Name dadurch über ein Jahrzehnt im Vereinsnamen mit enthalten war, sowie das Vereinswappen modernisiert.
Im Mai 1992 verhängten jedoch die Vereinten Nationen Sanktionen gegen das Land, die letztendlich zum wirtschaftlichen Niedergang Jugoslawiens und der Hyperinflation des jugoslawischen Dinars führten. Die Gesamtfolgen dieser Ereignisse hatte eine äußerst negative Auswirkung auf alle Vereine in der gesamten Region, darunter auch Hajduk Kula. Trotz der turbulenten Jahre Anfang der 1990er war der Verein in den Wirren des Krieges ein wichtiger sozialer Akteur in der Region, so half er zahlreiche lokalen und regionalen Klubs in dieser schwierigen Zeit und bewahrte einige vor der Auflösung. Dazu engagierte sich Hajduk für humanitäre Hilfsaktionen, indem einem Teil der aus den anderen Teilrepubliken geflohenen beziehungsweise vertriebenen serbischen Bevölkerung geholfen wurde. Daneben absolvierte der Verein am 13. Oktober 1994 in Banja Luka, der heutigen Hauptstadt der Republika Srpska, ein Freundschaftsspiel gegen den lokalen Fußballverein Borac Banja Luka, um Solidarität mit der Bevölkerung zu zeigen, die auch begleitet von Spenden war, obwohl die Front nicht weit entfernt lag. Im Sommer 1995, kurz vor der Beendigung des Krieges, verlor Hajduk jedoch einen ihrer Spieler sowie die Fans einen ihrer Lieblinge auf tragische Art und Weise. Siniša Peulić, der zuvor vom Borac Banja Luka nach Hajduk gewechselt war, schloss sich den bosnisch-serbischen Streitkräften an und fiel im Krieg. Letztendlich gelang es dem Verein trotz der schwierigen Gesamtsituation, sich gegen die Konkurrenz durchzusetzen und die Erstligazugehörigkeit in diesen Jahren zu bewahren.

### 1995–2005: Etablierung, UEFA Intertoto Cup und Vereinskrise

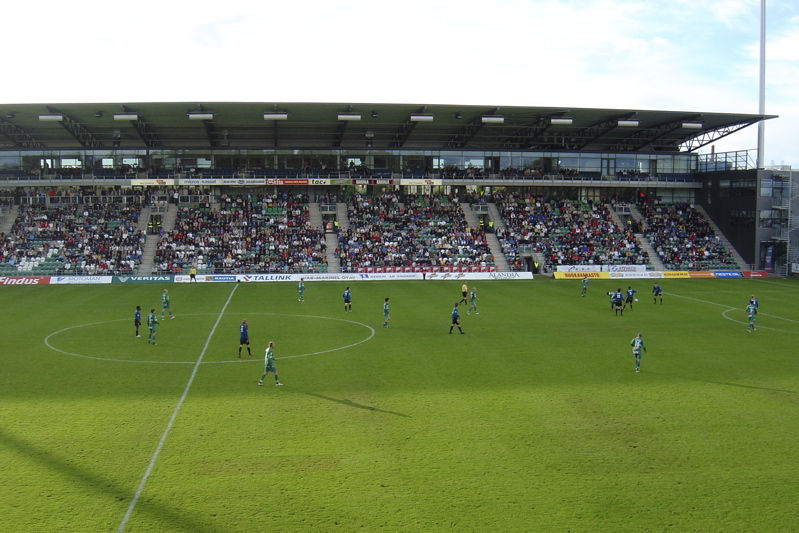
Im Veritas-Stadion gewann Hajduk sein erstes Europapokalspiel.

In den ersten drei Spielzeiten der Erstligazugehörigkeit spielte der Verein hauptsächlich um den Klassenerhalt. Doch bereits in der Saison 1996/97 gelang Hajduk Kula endgültig die Etablierung in der höchsten Spielklasse, als man unter der Leitung von Miroslav Vukašinović den 4. Platz erreichte, der zur Teilnahme am UEFA Intertoto Cup 1997 berechtigte. Während des Intertoto Cups spielte der Verein zusammen mit Halmstads BK, der im selben Jahr noch die schwedische Meisterschaft gewinnen sollte, sowie mit dem SK Lommel, Turun Palloseura und Kongsvinger IL in der Gruppe 8, wo man im letzten Spiel knapp das Halbfinale verpasste, als man auswärts gegen den SK Lommel mit 2:3 verlor. Sein erstes Europapokalspiel absolvierte Hajduk daheim gegen Halmstadt BK, dem man mit 0:1 unterlag, während man seinen ersten Sieg im finnischen Turku feierte, als man im Veritas-Stadion den Turun Palloseura mit 2:1 besiegte.
Diesen ersten Erfolg konnte man vorerst nicht wiederholen, so musste sich der Verein in den folgenden Jahren mit mittelmäßigen Platzierungen in der Liga zufriedengeben, wodurch man jedoch trotz der starken Konkurrenz, dem Abstieg immer entgehen konnte, was für einen Verein wie Hajduk Kula bemerkenswert war, da er als kleinster Ort und Verein in der Liga galt. Um den nationalen Anforderungen weiterhin gerecht zu werden, gab es weitere Investitionen in die Infrastruktur, darunter die Renovierung des Trainingsgeländes in Vašarište, einem Ort innerhalb der Stadt, der heute inzwischen im völligen Besitz des Vereines ist. Während dieser Periode erhielt der Klub auch seine eigene Filiale, den FK Lipar M&B, einen Verein aus der Gemeinde Kula, wodurch Hajduk, zusammen mit dem serbischen Spitzenverein Partizan Belgrad, der einzige Erstligist war, der dieses Privileg hatte. Daneben stellte man in der Spielzeit 1998/99 mit Dejan Osmanović den Torschützenkönig der Liga, der während dieser Saison 16 Tore erzielte. Doch nach nur wenigen Jahren des Friedens wurden die jugoslawischen Klubs wieder mit schwierigen Zeiten konfrontiert.
Auch nach Ende des Krieges sowie in den folgenden Jahren konnte sich Hajduk in der 1. Liga halten sowie einige Male mit guten Ergebnissen übzeugen. Daneben stellte der Verein 2004 mit Torwart Nikola Milojević auch einen Spieler für die serbisch-montenegrinische Nationalmannschaft während der Olympischen Sommerspiele 2004 in Athen, mit der Milojević im selben Jahr während der U-21-Europameisterschaft in Deutschland Vize-Europameister wurde. Im Jahr 2005 kam es zu größeren Veränderungen im Verein. Der Klub erhielt eine neue Vereinsführung, während sich das Unternehmen Rodić M&B als Hauptsponsor zurückzog und schließlich nur noch als Donator fungieren sollte. Konfrontiert mit einer Situation, in der das Überleben Hajduks in Frage gestellt wurde, konnte nur noch äußerst selten in die Infrastruktur investiert werden, den die ganze Aufmerksamkeit galt nur noch dem Mannschaftskader. Um weitere Kosten zu sparen, musste der POFK Hajduk, der in der Zwischenzeit, nach Lipar M&B, die zweite Filiale des Vereins geworden war, mit Radnički Sombor fusionieren.

### 2005 bis heute: UEFA-Pokal und erstes Europapokalfinale

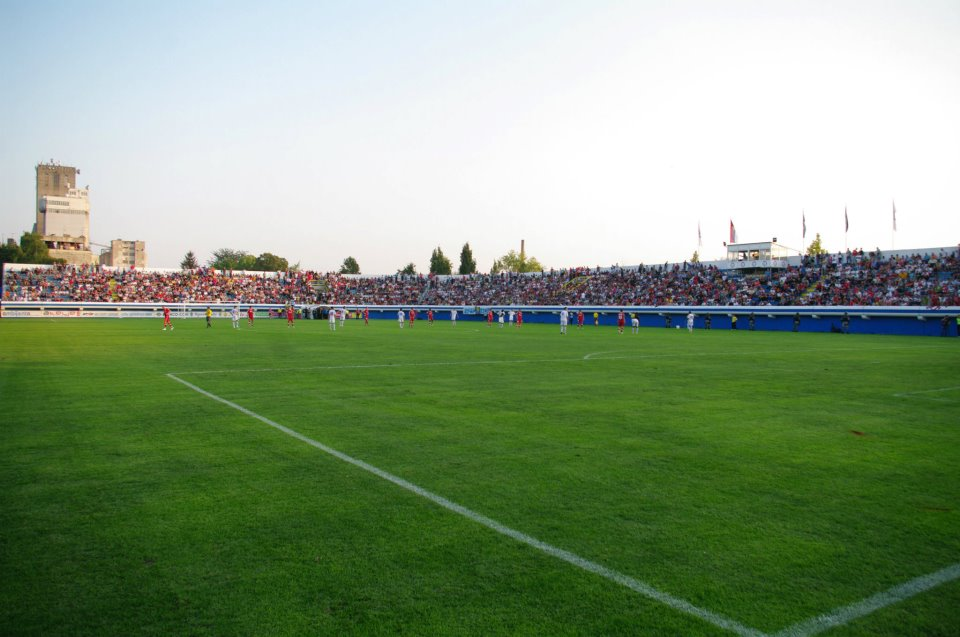
Ein Ligaheimspiel gegen Roter Stern Belgrad im Jahr 2011.

Trotz der finanziellen Schwierigkeiten gelang es Hajduk Kula in der Saison 2005/06 völlig überraschend, den vierten Platz zu erreichen; nur um einen Punkt verpasste man den dritten Platz. Da der drittplatzierte Voždovac Belgrad aus finanziellen Gründen die Teilnahme an der Qualifikation zum UEFA-Pokal 2006/07 zurückzog, durfte der Verein seinen Platz einnehmen und somit zum ersten Mal am UEFA-Pokal teilnehmen, wo man in der 2. Runde auf den bulgarischen Rekordmeister ZSKA Sofia traf. Da jedoch Hajdukus Stadion nicht die Anforderungen der UEFA für ein Europapokal-Spiel erfüllte, musste der Verein seine Heimspiele im Stadion Roter Stern austragen. Nach einem 0:0 in Sofia, trafen die Bulgaren im Rückspiel in der 120. Minute der Verlängerung zum 1:1 Endstand, wodurch Hajduk aufgrund der Auswärtstorregel knapp ausschied. Die Saison 2006/07 beendete der Verein auf den fünften Platz und qualifizierte sich somit für den UEFA Intertoto Cup 2007/08.
Während dieser Spielzeit besiegte Hajduk den serbischen Großklub Partizan Belgrad durch zwei Tore von Milan Perić sowie eins durch Ljubomir Fejsa mit 3:0. Vor allem der serbische Nationalspieler Fejsa konnte die ganze Saison überzeugen und gehörte zu den besten Spielern der Liga, so dass er für 1,2 Millionen Euro den Verein Richtung Partizan verließ, der eine Saison später schließlich auch den serbischen U-21-Nationalspieler Perić verpflichtete. Nachdem man im Intertoto Cups den slowenischen Vertreter NK Maribor mit insgesamt 5:2 besiegte, erreichte man schließlich das Finale, wo man auf União Leiria traf. Im Hinspiel, das man erneut im Stadion von Roter Stern Belgrad austrug, besiegte man die Portugiesen durch ein Tor von Perić mit 1:0. Im Rückspiel erzielte Leiria in der 94. Spielminute die 1:0-Führung, wodurch das Spiel in die Verlängerung ging, wo sich aber Hajduk letztendlich mit 1:4 geschlagen geben musste und somit sein erstes Europapokal-Finale verlor.
Nach dem Abgang mehrerer Leistungsträger befand sich der Verein in den nächsten drei Spielzeiten im Abstiegskampf, begleitet von finanziellen Problemen, die zur Vernachlässigung der Infrastruktur und der Jugendarbeit führten, konnte jedoch dabei immer die Klasse halten. 2011 spitzte sich die finanzielle Lage Hajduks dramatisch zu, sodass sogar von Insolvenz die Rede war, die jedoch abgewendet werden konnte. In der Saison 2011/12 erhielt der Klub nämlich eine neue Vereinsführung, die den Klub stabilisieren konnte, indem sie in die Infrastruktur investierte und die Vereinsorganisation gemeinsam mit dem Kader verbesserte. Letztendlich wurde auch 2012 der Klassenerhalt erreicht. In der Saison 2012/13 konnte sich Hajduk frühzeitig von den Abstiegsplätzen absetzen und erreichte am Ende den achten Platz, die beste Platzierung seit 2008.
Als jedoch Ende Juli 2013 eine alte Rechnung von über 2,5 Millionen Euro den Verein erreichte, konnte die weitere wirtschaftlichen Leistungsfähigkeit von Hajduk in der höchsten Liga des Landes nicht mehr garantiert werden. Schließlich beschloss die Vereinsführung die A-Mannschaft aufgrund der Zahlungsunfähigkeit freiwillig aus der Liga zurückzuziehen.

## Stadion
Das Stadion Hajduk, auch als Bombonjera („Bonbonniere“) bekannt, ist das nach den Heiducken benannte „reine“ Fußballstadion des Vereins, dessen Kapazität 5.973 Sitzplätze beträgt. Das 1992 errichtete und vom Architekten Miodrag Rakočević entworfene Stadion fasste früher bis zu 11.000 Zuschauer, jedoch folgte der Umbau des Stadions, um so den von der FIFA bzw. UEFA vorgegebenen Sicherheitsstandards für nationale und internationale Fußballveranstaltungen sowie dem UEFA-Stadioninfrastruktur-Reglement gerecht zu werden. Zuletzt wurde es 2011 renoviert. Direkt neben dem Stadion befindet sich der große Bačka-Kanal.

## Persönlichkeiten

### Kader der Saison 2012/13
| Nr. |                         | Position | Name                 |
| --- | ----------------------- | -------- | -------------------- |
| 1   | Serbien                 | TW       | Bojan Brać           |
| 2   | Bosnien und Herzegowina | AB       | Miroslav Milutinović |
| 3   | Serbien                 | AB       | Mladen Veselinović   |
| 4   | Serbien                 | AB       | Slobodan Vuković     |
| 5   | Serbien                 | MF       | Boris Grozdić        |
| 6   | Serbien                 | MF       | Ivan Obrovac         |
| 7   | Serbien                 | MF       | Nenad Adamović       |
| 8   | Serbien                 | MF       | Milan Ćulum          |
| 9   | Serbien                 | MF       | Lazar Veselinović    |
| 10  | Serbien                 | ST       | Danilo Sekulić       |
| 11  | Kamerun                 | MF       | Jacques Ekangue Tabi |
| 12  | Serbien                 | TW       | Nikola Perić         |
| 13  | Serbien                 | ST       | Branislav Tošić      |

| Nr. |         | Position | Name               |
| --- | ------- | -------- | ------------------ |
| 14  | Serbien | AB       | Nemanja Crnoglavac |
| 15  | Serbien | AB       | Slobodan Lalić     |
| 16  | Serbien | MF       | Boris Varga        |
| 17  | Serbien | MF       | Saša Kiš           |
| 18  | Serbien | AB       | Nino Pekarić       |
| 19  | Serbien | AB       | Miloš Cvetković    |
| 20  | Serbien | MF       | Dejan Rusmir       |
| 21  | Serbien | MF       | Boris Farago       |
| 22  | Serbien | MF       | Marko Jevtović     |
| 23  | Serbien | MF       | Davor Cavrić       |
| 24  | Serbien | TW       | Nemanja Latinović  |
| 33  | Serbien | MF       | Milan Mirosavljev  |
| 99  | Serbien | ST       | Milan Bubalo       |

### Trainer- und Betreuerstab Saison 2012/13
| Funktion           | Name                 |
| ------------------ | -------------------- |
| Chef-Trainer       | Milan Milanović      |
| Co-Trainer         | Vladimir Pročikjevič |
| Co-Trainer         | Ranko Delić          |
| Torwarttrainer     | Mirko Radulović      |
| Mannschaftsarzt    | Velibor Vasović      |
| Physiotherapeut    | Nikola Vorotnjak     |
| Ausrüstungsmanager | Božidar Božović      |

### Ehemalige Spieler
Der aus der eigenen Jugendschule stammende Ljubomir Fejsa war 2007 der erste und bis heute der einzige Spieler des Vereins der das Trikot der serbischen Nationalmannschaft trug. Dejan Osmanović trug 2001 je drei Mal das Trikot der jugoslawischen B-Auswahl. Nikola Milojević gehörte zum Kader der serbisch-montenegrinische Nationalmannschaft während der Olympischen Sommerspiele 2004 in Athen, kam jedoch nicht zum Einsatz. Einige Spieler von Hajduk wurden bei anderen Vereinen zu Nationalspielern. Beispiele hierfür sind Niša Saveljić, Đorđe Tomić, Nenad Brnović, Dejan Rađenović, Aleksandar Davidov und zuletzt Anđelko Đuričić.
Der Verein hatte auch Spieler unter Vertrag, die für andere Nationalmannschaft aufliefen. Ferenc Plattkó war zwischen 1921 und 1922 der erste und wohl heute weltweit bekanntes Nationalspieler der bei Hajduk spielte. Er war Teil der ungarischen Nationalmannschaft und wurde später ein legendärer Torwart des FC Barcelona. Weitere Nationalspieler die das Trikot von Hajduk trugen, waren der montenegrinischen Nationalspieler Savo Pavićević sowie die bosnisch-herzegowinischen Nationalspieler Ninoslav Milenković, Faruk Hujdurović und Aleksandar Bratić. Der nigerianische Nationalspieler Uche Akubuike war der erste Nationalspieler eines nichteuropäischen Landes. Ein Nationalspieler aus der jüngeren Vergangenheit ist der Angreifer Filip Kasalica, der heute für Montenegro auf Torejagd geht.
Der Mittelfeldspieler Nikola Bogić hält unangefochten den Rekord für die meisten Spiele für den Verein. Zwischen 2003 und 2011 spielte er insgesamt 210 Mal für Hajduk. Während seiner 8 Jahre erzielte er 2 Tore. Es folgen Dejan Osmanović mit 189 sowie Zoran Antić mit 154 Spielen. Ebenfalls auf über 100 Ligaspiele können Anđelko Đuričić und Jovan Radivojević (140) sowie Savo Pavićević (137), Ivan Ćirka (126), Uroš Stamatović (125), Nikola Komazec (115), Goran Đukić und -Marinković (114), Darko Fejsa (113), der Bruder von Ljubomir Fejsa, sowie Dragan Stojisavljević (111) zurückblicken. Die meisten Ligatore erzielte Dejan Osmanović, der während insgesamt 6 Spielzeiten 91 Treffer erzielte. Dabei wurde er Hajduks erster Erstliga-Torschützenkönig, so in der Saison 1998/99, als er 16 Treffer erzielte.
| - Zoran Antić - Nikola Bogić - Ivan Ćirka - Aleksandar Davidov - Anđelko Đuričić - Darko Fejsa - Ljubomir Fejsa - Nikola Komazec - Goran Marinković |  | - Ognjen Mudrinski - Jovan Radivojević - Uroš Stamatović - Dragan Stojisavljević - Dejan Osmanović - Dejan Rađenović - Nikola Malbaša - Nikola Milojević - Niša Saveljić |  | - Đorđe Tomić - Aleksandar Bratić - Goran Đukić - Faruk Hujdurović - Ninoslav Milenković - Nenad Brnović - Filip Kasalica - Savo Pavićević - Uche Akubuike |  | - Ferenc Plattkó |

## Wappenhistorie
In seiner Geschichte hat der Verein sein offizielles Wappen mehrfach verändert. Nach dem Zusammenbruch Jugoslawiens sowie des Kommunismus Anfang der 1990er, entfernte Hajduk Kula den zu der Zeit üblichen Stern, der als Symbol für die sozialistische bzw. kommunistische Weltanschauung stand, während das Logo in den Umrissen eins Turms designt wurde, das eine Anspielung auf das Wappen der Stadt Kula ist, wobei gleichzeitig das Wort Kula im Serbischen eine von mehreren Bezeichnungen für einen Turm ist. Inmitten des neuen Wappens wurde über dem serbisch-kyrillisch ausgeschriebenen Vereinsnamen eine nach einem Fußball greifende Großkatze hinzugefügt, die für einen Geparden stand. Das für diese Region ungewöhnliche Symbol wurde auf Vorschlag der ehemaligen Hajduk-Ultras hinzugefügt, den Zulu iz Kulu (Zulu aus Kulu – Kulu ist eine zugunsten des Reims veränderte Form von Kula), auch als Zulovci bekannt, die von 1989 bis im 1998 aktiv waren.
Die Zulovci benannten sich nach den Zulu, der größten ethnischen Gruppe Südafrikas. Die Zulu waren vor allem durch ihren ehemaligen König Shaka Zulu bekannt geworden, der vor allem für sein militärisches Geschick und gut organisierte Kriegführung bekannt war, mit der sich die kleine, aber ebenso gut organisierte Ultragruppierung des Vereins identifizieren konnte, jedoch reimte sich deren Name auch mit dem Stadtnamen des Vereins, was der wahrscheinlichere Grund der Namengebung war. Da der Gepard das heilige Tier der Zulu ist, stellten die Zulovci damals eine Anfrage auf Verwendung des Tieres im Vereinslogo, das zugleich auch eine Anspielung auf sie selbst war. Den Anhänger zu Ehren entschied die Vereinsführung schließlich, den Geparden in das Wappen zu integrieren, der bis Ende der 1990er bestehen bleiben sollte.

Bis 2005
2005–2011
Seit 2011

## Erfolge
Nationale Titel der oberen Ligen konnte Hajduk Kula nicht gewinnen, sodass heute neben 22 Jahren Zugehörigkeit zur SuperLiga und zwei Teilnahmen am UEFA Intertoto Cup sowie eine Teilnahmen am UEFA-Pokals zu Buche stehen. Daneben stellte der Verein in der Saison 1998/99 mit Dejan Osmanović den Torschützenkönig der 1. jugoslawischen Liga, der während dieser Spielzeit 16 Tore erzielte.

## Europapokalbilanz
| Saison  | Wettbewerb         | Runde          | Gegner           | Gesamt | Hinspiel | Rückspiel     |
| ------- | ------------------ | -------------- | ---------------- | ------ | -------- | ------------- |
| 1997    | UEFA Intertoto Cup | Gruppenspiele  | Halmstads BK     | 6:5    | 0:1 (H)  |               |
| 1997    | UEFA Intertoto Cup | Gruppenspiele  | Turun Palloseura | 6:5    | 2:1 (A)  |               |
| 1997    | UEFA Intertoto Cup | Gruppenspiele  | Kongsvinger IL   | 6:5    | 2:0 (H)  |               |
| 1997    | UEFA Intertoto Cup | Gruppenspiele  | SK Lommel        | 6:5    | 2:3 (A)  |               |
| 2006/07 | UEFA-Pokal         | 1. Runde       | ZSKA Sofia       | 01:1 1 | 0:0 (A)  | 1:1 (H)       |
| 2007    | UEFA Intertoto Cup | 2. Quali-Runde | NK Maribor       | 5:2    | 0:2 (A)  | 5:0 (H)       |
| 2007    | UEFA Intertoto Cup | 3. Quali-Runde | União Leiria     | 2:4    | 1:0 (H)  | 1:4 n. V. (A) |

Gesamtbilanz: 10 Spiele, 4 Siege, 2 Unentschieden, 4 Niederlagen, 14:12 Tore (Tordifferenz +2)